# Numeri di Grassmann
In fisica matematica, un numero di Grassmann (chiamato numero anticommutante) è una quantità {\displaystyle \theta _{i}} che anticommuta con gli altri numeri di Grassmann, ma commuta con i numeri ordinari {\displaystyle x_{j}},
{\displaystyle \theta _{i}\theta _{j}=-\theta _{j}\theta _{i}\qquad \theta _{i}x_{j}=x_{j}\theta _{i}.}
In particolare, il quadrato di un numero di Grassmann è nullo:
{\displaystyle \theta _{i}\theta _{i}=0.}
L'algebra generata da un insieme di numeri di Grassmann è nota come algebra di Grassmann (o algebra esterna). L'algebra di Grassmann generata da {\displaystyle n} numeri di Grassmann linearmente indipendenti ha dimensione {\displaystyle 2^{n}}. Questi enti prendono il nome da Hermann Grassmann.
Ad esempio se {\displaystyle n=3}, abbiamo gli elementi linearmente indipendenti:
{\displaystyle \theta _{1},\theta _{2},\theta _{3}}
{\displaystyle \theta _{1}\theta _{2},\theta _{2}\theta _{3},\theta _{3}\theta _{1}}
{\displaystyle \theta _{1}\theta _{2}\theta _{3}}
che insieme all'unità {\displaystyle 1}, formano uno spazio {\displaystyle 2^{3}=8}-dimensionale.
L'algebra di Grassman è l'esempio prototipo di algebre supercommutative. Queste sono algebre con una decomposizione in variabili pari e dispari che soddisfa una versione gradata della commutatività (in particolare, elementi dispari anticommutano).

## Rappresentazione matriciale
I numeri di Grassmann possono sempre venire rappresentati da matrici. Consideriamo, ad esempio, l'algebra di Grassmann generata da due numeri di Grassmann {\displaystyle \theta _{1}} e {\displaystyle \theta _{2}}. Questi numeri possono essere rappresentati da matrici {\displaystyle 4\times 4}:
{\displaystyle \theta _{1}={\begin{bmatrix}0&0&0&0\\1&0&0&0\\0&0&0&0\\0&0&1&0\\\end{bmatrix}}\qquad \theta _{2}={\begin{bmatrix}0&0&0&0\\0&0&0&0\\1&0&0&0\\0&-1&0&0\\\end{bmatrix}}\qquad \theta _{1}\theta _{2}=-\theta _{2}\theta _{1}={\begin{bmatrix}0&0&0&0\\0&0&0&0\\0&0&0&0\\1&0&0&0\\\end{bmatrix}}}
In generale, una algebra di Grassmann con {\displaystyle n} generatori può venire rappresentata da matrici quadrate {\displaystyle 2^{n}\times 2^{n}}.In fisica queste matrici possono rappresentare operatori di creazione agenti sullo spazio di Fock, ovvero lo spazio formato dalla somma diretta degli spazi di Hilbert di {\displaystyle 0,1,2,\ldots ,n} fermioni. Dal momento che il numero di occupazione per ciascun fermione è o {\displaystyle 0} o {\displaystyle 1}, ci sono {\displaystyle 2^{n}} stati possibili. Matematicamente, queste matrici possono essere interpretate come operatori lineari corrispondenti alla moltiplicazione sinistra dell'algebra esterna sull'algebra di Grassmann stessa.

## Applicazioni
In teoria quantistica dei campi, i numeri di Grassman sono usati per definire l'integrale sui cammini dei campi fermionici. A questo scopo è necessario definire gli integrali sulle variabili di Grassman, noti come integrali di Berezin.
I numeri di Grassman sono anche importanti nella definizione di supervarietà (o superspazio), dove vengono utilizzate come "coordinate anticommutanti".